# Tonto Group
Die Tonto Group ist eine geologische Gruppe des Kambriums im Südwesten der Vereinigten Staaten. Sie bildet Teil der Sauk-Megasequenz (Sauk I und Sauk II).

## Etymologie
Der Name der Gruppe ist vom Apachenvolk der Tonto abgeleitet. Im Spanischen hat tonto die Bedeutung von enthemmt, närrisch oder verrückt.

## Erstbeschreibung, Benennungen und Geschichtliches

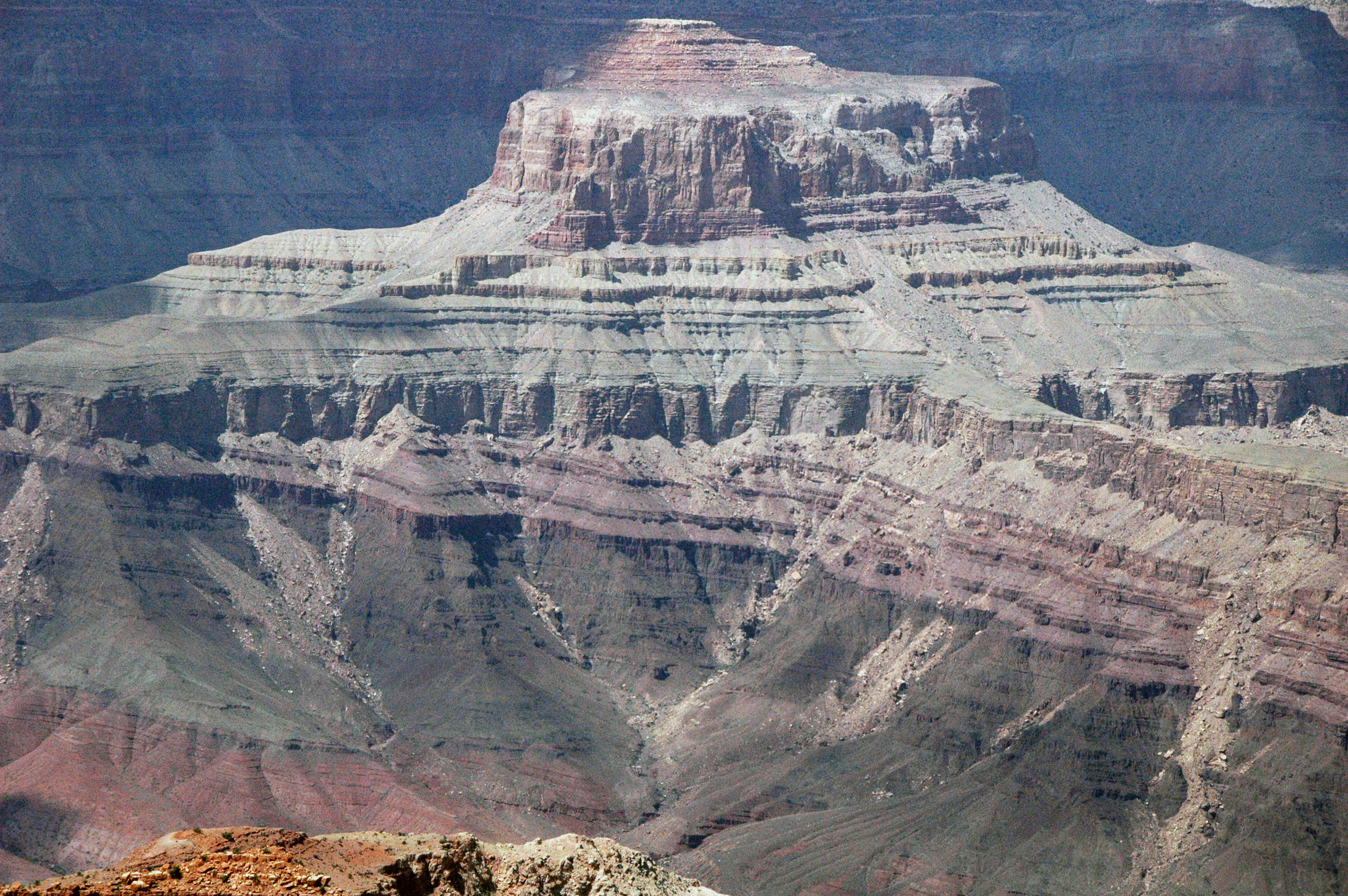
Die flach liegende Tonto Group liegt diskordant auf der schräg einfallenden Grand Canyon Supergroup

Die Tonto Group wurde im Jahr 1874/1875 erstmals von Grove Karl Gilbert erwähnt, der sich bei seiner Bezeichnung aber auf Tonto Basin und den Tonto Creek bezog – und nur indirekt auf den Indianerstamm.
Im Jahr 1914 führte Levi F. Noble eine Neudefinition der Tonto Group durch. Aus dem Tonto Sandstone Gilberts wurde der Tapeats Sandstone, der Tonto Shale wurde zum Bright Angel Shale und der Marbled Limestone wurde zu Muav Limestone umbenannt.
Von Edwin D. McKee und C. E. Resser wurden 1945 erstmals Member für die Formationen erstellt. Außerdem erkannten sie die undifferentiated dolomites (undifferenzierten Dolomite) im Hangenden der Muav-Formation, die dann 1997 von Viacheslav Korolev als Frenchman Mountain Dolostone etabliert wurden. Mittlerweile ist auch die Sixtymile-Formation als Liegendes der Tonto Group anerkannt.
Eine Typlokalität der Tonto Group besteht nach wie vor nicht, Eben C. Rose hat jedoch 2011 das Blacktail Canyon vorgeschlagen.

## Vorkommen
Die Vorkommen der Tonto Group erstrecken sich vom zentralen Arizona über das Grand Canyon ins südliche Utah und Nevada sowie ins südöstliche Kalifornien. Auf dem Colorado-Plateau sind die Schichten der Tonto Group flachliegend und tektonisch nur schwach beansprucht. Im südlichen Basin and Range sind sie bruchtektonisch stark verformt und im südöstlichen Kalifornien sogar metamorphosiert worden – zu Quarziten, Schiefern, Phylliten und Marmoren.

## Stratigraphie
Die Tonto Group folgt diskordant auf die Great Unconformity oberhalb der Vishnu Basement Rocks oder der Grand Canyon Supergroup. Auf sie legt sich diskordant die Temple-Butte-Formation oder der Redwall Limestone. In Nevada wird die Gruppe konkordant von der Nopah-Formation überlagert.
Die Gruppe gliedert sich in fünf Formationen (vom Hangenden zum Liegenden):
- Frenchman Mountain Dolostone
- Muav-Formation
- Bright-Angel-Formation
- Tapeats Sandstone
- Sixtymile-Formation

### Mächtigkeiten
Die Gesamtmächtigkeiten der Tonto Group sind stark schwankend. Generell steigen die Mächtigkeitswerte von Ost nach West an, ein Mächtigkeitssprung erfolgt an den Grand Wash Cliffs, der den Übergang vom Colorado-Plateau zum Great Basin kennzeichnet. Die Gesamtmächtigkeit beträgt im östlichen Grand Canyon an der Mündung des Little Colorado River 261 Meter, erhöht sich jedoch im südlichen Nevada bis auf 931 Meter. Hierbei gilt zu berücksichtigen, dass nicht immer alle Formationen zugegen sind, beispielsweise tritt die Sixtymile-Formation nur im östlichen Grand Canyon auf und der Frenchman Mountain Dolostone verschwindet nahezu im Osten. Die Mächtigkeiten verteilen sich wie folgt:
- Frenchman Mountain Dolostone – 30 bis 395 Meter
- Muav-Formation – 40 bis 252 Meter
- Bright-Angel-Formation – 57 bis 150 Meter
- Tapeats Sandstone – generell 70 Meter
- Sixtymile-Formation – generell 64 Meter

## Lithologie
Die Lithologie der Tonto Group zeigt im Großen und Ganzen eine Entwicklung ausgehend von siliziklastischen Gesteinen (Brekzien, Konglomerate, Sandsteine, Siltsteine, Schiefertone und Tonsteine) hin zu karbonatischen Gesteinen (Kalke und Dolomite). Der ursprünglich kontinentale Einfluss macht somit mehr und mehr marinen Verhältnissen Platz, die aber offensichtlich nie sehr tief lagen, sondern maximal subtidale Ablagerungsmilieus bekunden und immer wieder Rekursionen zum Intertidal mit gar gelegentlichem Trockenfallen aufweisen.

## Ablagerungsmilieu
Das bisher anerkannte klassische Standardmodell für die gesamte Tonto Group wird mittlerweile in Frage gestellt. Dieses Modell der deepening seas (sich vertiefenden Meere) hatte eine sukzessive Absenkung des Ablagerungsbereichs postuliert – von transgressiven, küstennahen, marinen Sandsteinen (Tapeats Sandstone) hin zu regressiven, tieferen Schiefertonen (Bright-Angel-Formation) und schließlich zu Kalken (Muav Limestone). Für Harold Wanless (1973) war die Sedimentation der gesamten Tonto Group aber in sehr flachem Wasser erfolgt und stellt die Aufzeichnung von subtidalen, Gezeiten- und Flusssedimenten dar, welche auf der landwärtigen Seite einer weiten kratonischen Plattform zur Ablagerung kamen. Überdies stellt die Tonto Group keinen simplen Schichtstapel (Englisch layer cake) dar, sondern weist sehr komplexe intraformationelle Verzahnungen auf, welche jedwede Vereinfachungen von vornherein ausschließen. Die Ablagerung der Tonto Group war zwar innerhalb einer generellen marinen Transgression mit steigendem Meeresspiegel erfolgt (Sauk-Megasequenz) – jedoch wurde diese von zahllosen untergeordneten Regressions-Transgressionszyklen unterbrochen.

## Sequenzstratigraphie
Letztliche Klarheit in dieser widerspruchsvollen Auseinandersetzung kann nur eine genaue Faziesanalyse in Verbund mit Sequenzstratigraphie liefern. Sequenzstratigraphische Studien wurden beispielsweise in der Bright-Angel-Formation und im Frenchman Mountain Dolostone durchgeführt. Sie gaben einen weitaus differenzierteren sequenziellen Aufbau der Formationen zu erkennen, als über Jahrzehnte von Verfechtern der klassischen Sichtweise propagiert worden war.

## Fossilien

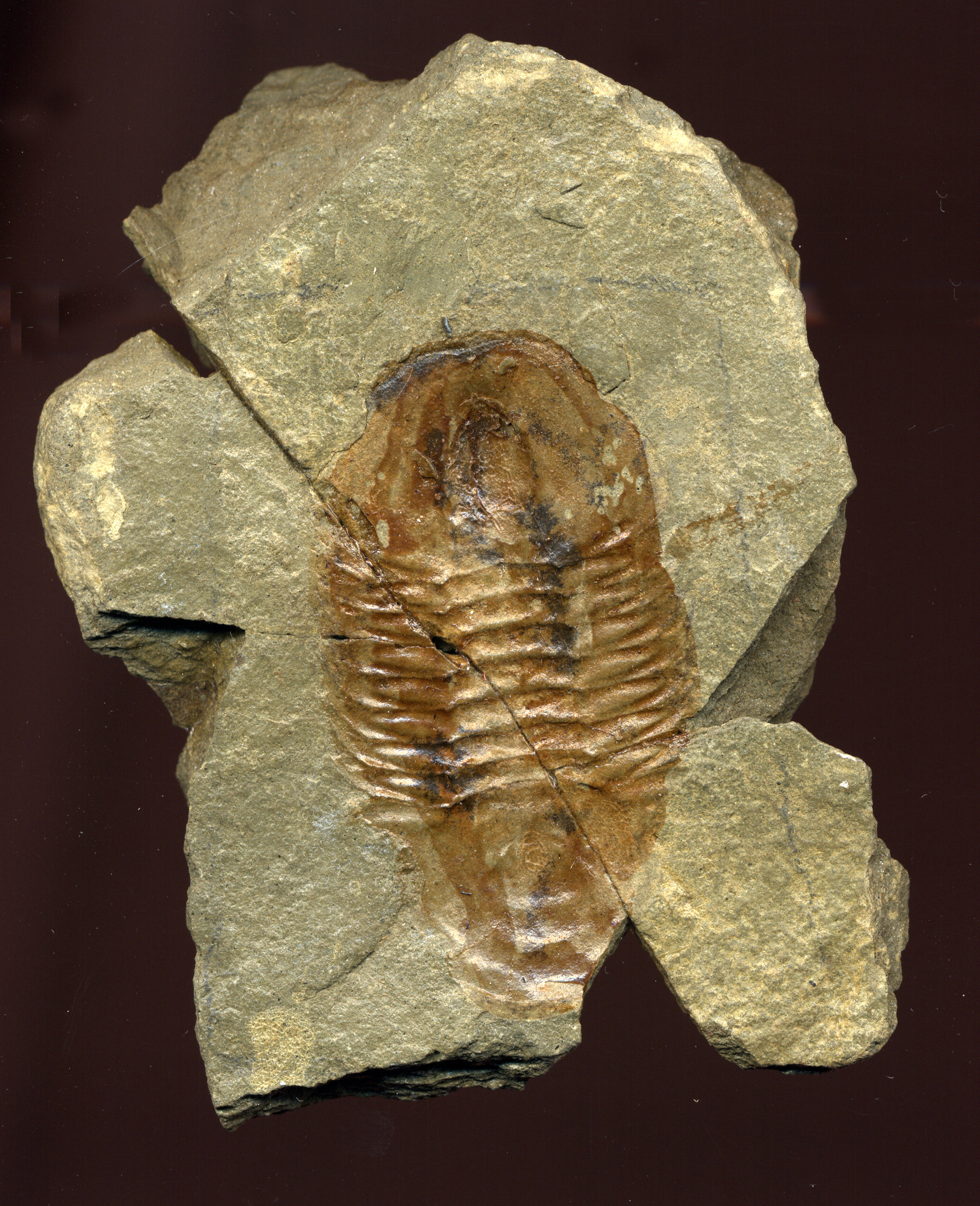
Der Trilobit Glossopleura producta aus der Bright-Angel-Formation

Die Tonto Group enthält reichhaltig Ichnofossilien von Invertebraten (Grabgänge und Kriechspuren), die sich mit Ausnahme der nahezu fossilleeren Sixtymile-Formation in allen anderen Formationen finden lassen. Als Körperfossilien von Invertebraten erscheinen Arthropoden (Bradoriida und Trilobiten), Brachiopoden, Echinodermaten (Eocrinoidea), Helcionelliden, Hyolithiden und Schwämme. Auch rätselhafte Invertebraten treten auf wie beispielsweise Chancelloria und Scenella. Dem Pflanzenreich angehörig sind Nematothallus ähnelnde Filamentmatten, Zellhaufen terrestrischer Algen, nichtmarine Cryptosporen und an Girvanella erinnernde Onkolithen.
Am fossilreichsten ist die Bright-Angel-Formation gefolgt von der Muav-Formation und dem Tapeats Sandstone.

## Alter
Karl Karlstrom und Kollegen (2020) konnten die Formationen der Tonto Group mittels der Uran-Blei-Methode an detritischen Zirkonen wie folgt datieren:
- Frenchman Mountain Dolostone – 498 bis 497 Millionen Jahre
- Muav-Formation – 502 bis 499 Millionen Jahre
- Bright-Angel-Formtion – 507 bis 502 Millionen Jahre
- Tapeats Sandstone – 508 bis 507 Millionen Jahre
- Sixtymile-Formation – 527 bis 508 Millionen Jahre

Die Altersangaben sind maximale Ablagerungsalter (Englisch maximum depositional ages oder abgekürzt MDA). Die Ablagerung der gesamten Tonto Group nahm somit 30 Millionen Jahre in Anspruch und erfolgte im Zeitraum 527 bis 497 Millionen Jahre. Dies entspricht den kambrischen Serien Terreneuvium, Serie 2 und Miaolingium. Hierbei ist zu bedenken, dass zwischen der Unteren Sixtymile-Formation und der Mittleren Sixtymile-Formation als auch zwischen der Mittleren Sixtymile-Formation und der Oberen Sixtymile-Formation jeweils ein Hiatus zu liegen kommt.

## Kreationismus
Vertreter des Kreationismus wie Andrew Snelling oder W. R. Barnhart haben mittlerweile die Tonto Group als Modell für ihre Sintfluttheorie auserkoren. Sie sehen im Tapeats Sandstone und in der Bright-Angel-Formation die Basisablagerung dieses weltweiten Flutereignisses, das vor angeblich 4350 Jahren (2330 v. Chr.) ein Jahr lang den gesamten Erdball bedeckt haben soll. Der Tapeats Sandstone soll dabei mit geringer Transportweite unter Hurrikan- und Tsunamibedingungen als unterstes Glied der Sauk-Megasequenz in nur wenigen Tagen oder Wochen abgesetzt worden sein.
Hierbei ist anzumerken, dass offensichtlich das Einsetzen des Fossilberichts mit Leitfossilien von Trilobiten etc. oberhalb des Tapeats Sandstone vollkommen negiert wird. Der Fossilbericht ist in seiner temporalen Polarität einzigartig und eindeutig, die Entwicklung erfolgte von einfachen Invertebraten zu komplexen Vertebraten. Ihn zu negieren ist gleichbedeutend mit einer Ablehnung der Evolution.
Ferner folgen auf die Tonto Group immerhin mehr als 1300 Meter an auflagernden Sedimenten. Wie oben schon angesprochen enthält die Tonto Group außerdem bedeutende terrestrische Einflüsse mit zeitweisem Trockenfallen.